# Falkendiek

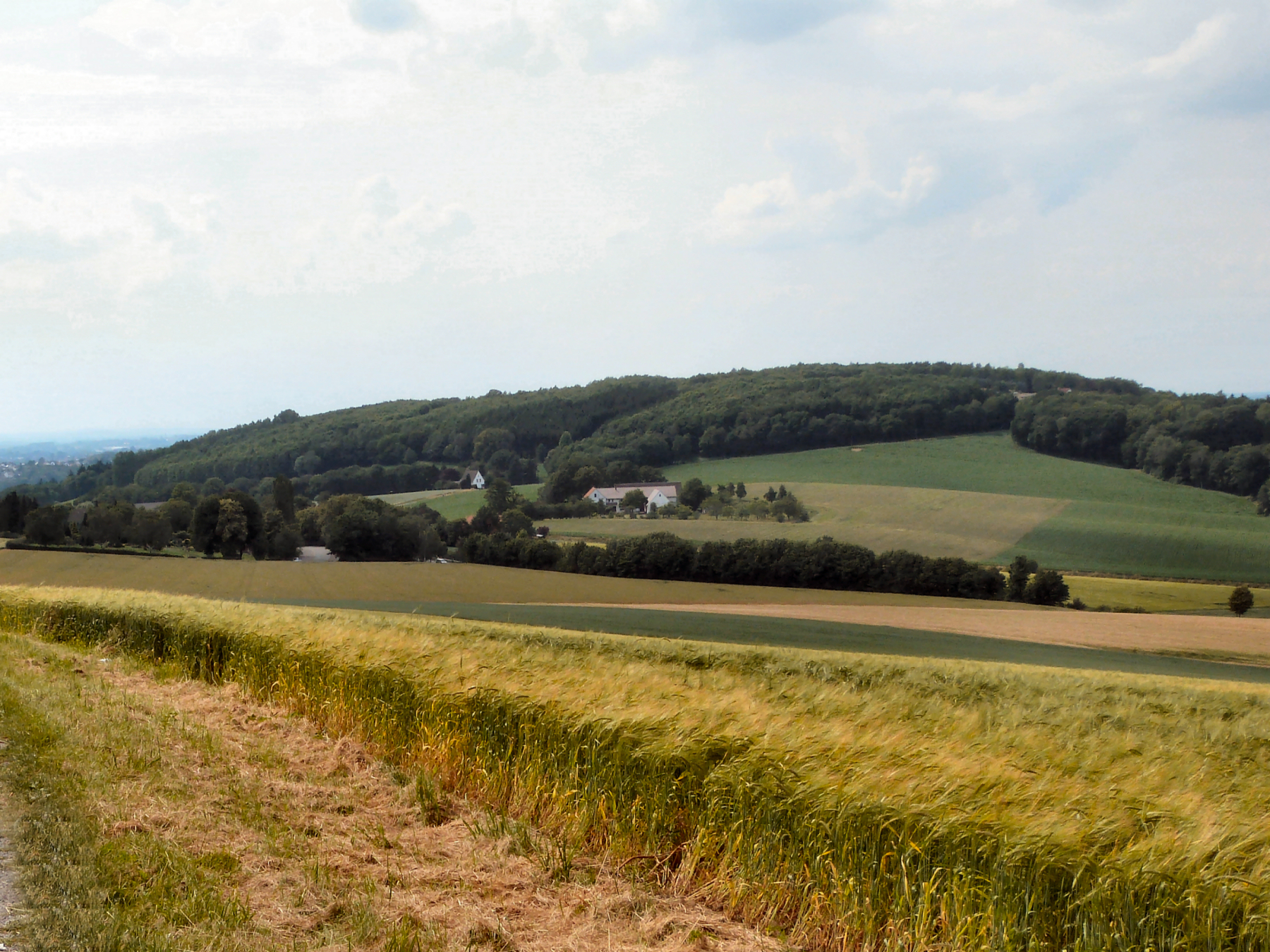
Blick vom Dornberg (Schwarzenmoor) über Falkendiek, im Hintergrund der Homberg Südosthang

Falkendiek ist der nördlichste Stadtteil der ostwestfälischen Stadt Herford im Kreis Herford. Er hat 861 Einwohner. (Stand: 31. Dezember 2015)

## Geographie

### Lage
Falkendiek liegt 5,1 km nordnordöstlich der Herforder Innenstadt. Die weitgehend ländlich geprägte Ortschaft befindet sich im Nordwestzipfel des Lipper Berglands, der in das Ravensberger Hügelland hineinreicht. Die höchste Erhebung ist der 201,2 m hohe Homberg. Der tiefste Punkt liegt mit 56 m Höhe im westlich befindlichen Tal der Werre, in die der etwas nördlich der Ortschaft fließende Bramschebach mündet.

### Nachbargemeinden
Im Norden grenzt Falkendiek an die Stadt Löhne, im Osten liegt der Stadtteil Schwarzenmoor und im Süden die Neustädter Feldmark der Stadt Herford. Im Westen bildet die Werre die Stadt- und Stadtteilgrenze zum Ortsteil Schweicheln-Bermbeck der Gemeinde Hiddenhausen.

## Geschichte
Die Falkendieker Bauerschaft entstand nach 1550 durch eine Verwaltungsreform aus der Ansiedlung Evinctorp (auch Evendorp, Eimptorp u. ä.), dem halben Amt Bredenbeck und einem Hof der Gehöftgruppe Hessinghausen. Bis zu den Napoleonischen Kriegen gehörte die Bauerschaft zur Vogtei Gohfeld im Amt Hausberge des Fürstentums Minden. Von 1807 bis 1813 gehörte Falkendiek zum napoleonischen Satellitenstaat Königreich Westphalen, in dem es zunächst bis 1810 zum Kanton Reineberg und von 1811 bis 1813 zum Kanton Herford gehörte. 1816 kam Falkendiek zum neuen Kreis Herford und bildete dort eine Gemeinde im Amt Herford-Hiddenhausen. Am 1. Januar 1969 wurde Falkendiek in bis dahin kreisfreie Stadt Herford eingemeindet, die ihrerseits in den Kreis Herford eingegliedert wurde.

## Verkehr
Auf einer Länge von etwa 1000 Metern bildet die Mindener Straße die Grenze zum Stadtteil Schwarzenmoor. Die Straße wurde Anfang 2020 von der Bundesstraße 61 zur Landesstraße 860 herabgestuft. Parallel zur Werre verläuft im Westen die Löhner Straße in Nord-Süd-Richtung. Über beide Straßen gelangt man von Herford nach Löhne. Für Wanderer gibt es mehrere Parkplätze, unter anderem am Anfang und Ende des Knickweges sowie an der Ecke Hombergstraße/Am Brinke.

## Homberghof

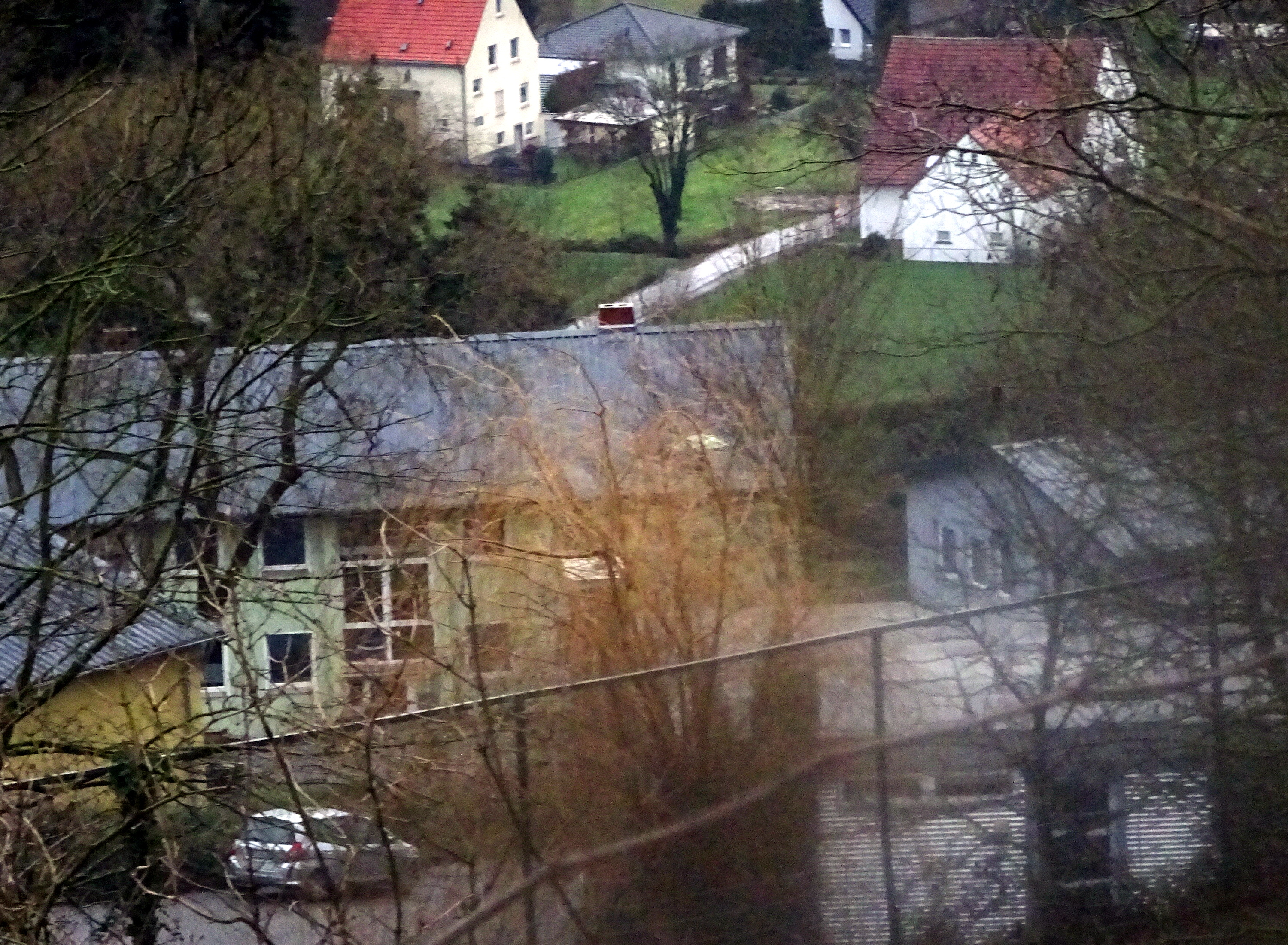
Der Homberghof in Herford-Falkendiek

### Lage
Am südwestlichen Hang des Hombergs befindet sich an der Straße „Im Tiefental“ der Homberghof. Er besteht aus zwölf Gebäuden, von denen einige baulich zusammenhängen. Ursprünglich stand dort nur ein Bauernhof, in dem sich danach die Schäferei des Eickhofs befand.

### Geschichte
Im Jahre 1912 kaufte der Erziehungsverein die ehemalige Schäferei des Eickhofs, der heute zur Evangelischen Jugendhilfe Schweicheln gehört, und baute den Hof und die Scheunen zu einem landwirtschaftlichen Erziehungsheim für schulentlassene Jungen um.
Während des Zweiten Weltkriegs wurde der Homberghof als Internierungslager für Gefangene genutzt, die in der Umgebung in landwirtschaftlichen Betrieben arbeiten mussten.
In den 1960er Jahren wurde der Homberghof von Grund auf umgestaltet. Das alte Fürsorgehaus musste neuen Erziehungshäusern, einem Wirtschaftsgebäude und einem Festsaal weichen. Diese Häuser erhielten die Namen Waldhaus, Berghaus, Landhaus und Tannenklause, die noch an den Gebäuden angebracht sind.
Seit den 1990er Jahren wurden Teile des Hofs als Unterkunft für Spätaussiedler, ausländische Flüchtlinge und Asylbewerber genutzt. Zeitweise waren dort mehr als 100 Personen verschiedener Nationalitäten untergebracht. Im Februar 2011 mussten die dort noch lebenden 20 Asylbewerber ausziehen, da das Wasserleitungsnetz des Homberghofs mit Schwermetallen belastet war und das Wasser nicht benutzt werden durfte. Seitdem standen die inzwischen renovierungsbedürftigen Gebäude, die sich zwischenzeitlich im Besitz der Stadt Herford befanden, leer. Im Jahr 2012 hatte es Überlegungen gegeben, Asylbewerber aus dem Balkan in Wohncontainern auf dem Areal des Homberghofs unterzubringen.
In einem der Gebäude befindet sich seit 1990 das Vereinsheim des Turnklubs Herford von 1907 e. V. (siehe Abschnitt Sport).

### Zustand seit 2013
Im Juni 2013 wurde der linke Gebäudetrakt an die aus Kirgisien stammende freikirchlichen „Gemeinde Jesu Christie“ verkauft. Die damals 80 Gemeindemitglieder richteten dort einen Gemeindesaal und Räume für die Jugendarbeit ein. Ein weiteres Gebäude verkaufte die Stadt 2018 an die zwischenzeitlich rund 130-köpfige Gemeinde.

### COVID-19 Zwischenfall
Im Januar 2021 sorgte der Homberghof für bundesweites Aufsehen. 111 Erwachsene und 44 Kinder der Gemeinde feierten am 2. Januar 2021 mitten in der Corona-Pandemie einen Gottesdienst ohne vorgeschriebenes Sicherheits- und Hygienekonzept.

## Sport
Der Turnklub Herford von 1907 e. V., der seinen Turnbetrieb mit 30 Männern auf dem Stiftberg begonnen hatte, erwarb im Jahr 1990 das Vereinsheim im Bereich des Homberghofs. 2004 wurde der Sportplatz „Tiefental“ als Faustballplatz eröffnet. Die Sportarten des Turnklubs sind Faustball, Basketball, Geräteturnen, Kunstturnen, Rhythmische Sportgymnastik und andere.
Die Sportgemeinschaft (SG) Falkendiek wurde im August 1908 als Arbeiter-Turnverein Eintracht Falkendiek gegründet. 1933 wurde der Vereinsname im Zuge der Gleichschaltung in Turngemeinde (TG) Falkendiek geändert. Seit September 1945 heißt der Verein Sportgemeinschaft Falkendiek. Etwa die Hälfte der etwa 300 Mitglieder (2008) gehören der Fußball-Abteilung an. Weitere Sportarten sind unter anderem Radfahren, Wandern und Gymnastik. Nachdem der Verein zunächst am Sportplatz im Tiefental beheimatet war, wurden ihm 1973 von der Stadt das Vereinsheim und der Sportplatz im Kreuzungsbereich der Senderstraße mit der Straße „An den Teichen“ im benachbarten Schwarzenmoor zugewiesen.

## Trinitatiskirche

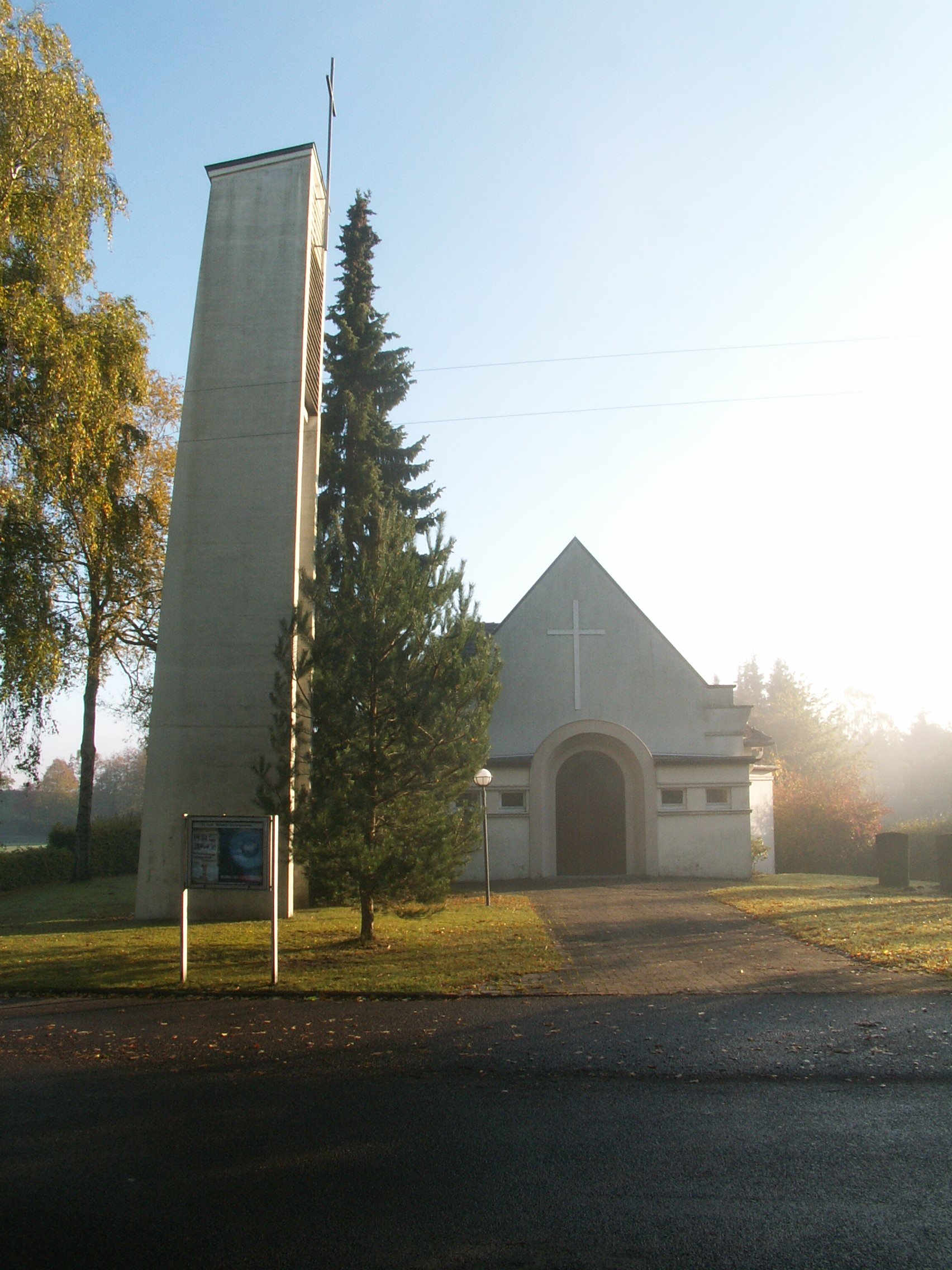
Trinitatiskirche

Die evangelische Trinitatiskirche an der Homberstraße entstand 1962 aus dem bereits 1934 gebauten Gemeindehaus Falkendiek. Daher besitzt sie einen freistehenden Glockenturm. Altar, Kanzel und Taufsäule sind aus Holz gearbeitet. Das Altarfenster an der Ostwand zeigt Sinnbilder der Dreifaltigkeit (Trinität).
Die Kirche gehörte bis 1965 zur Marien-Kirchengemeinde Stiftberg. Danach bildete sie zusammen mit der Christuskirche an der Glatzer Straße die Christus-Kirchengemeinde. Heute ist sie zusammen mit der Christuskirche, der Markuskirche an der Landsberger Straße und der Thomaskirche in Schwarzenmoor Teil der Emmaus-Kirchengemeinde.
Auf Wunsch der Kirchengemeinde wurde die Kirche am 28. Dezember 2008 vom Herforder Superintendenten entwidmet und am 14. September 2009 an ein Bestattungsunternehmen verkauft, das das Gebäude im Jahre 2014 renovierte und als Aussegnungshalle nutzt. An Festtagen und zu besonderen Anlässen können weiterhin Gottesdienste in dem Gebäude gefeiert werden. Auch der Posaunenchor Falkendiek probte bis zu seiner Auflösung dort weiter.

## Friedhof
Der 1919 angelegte Friedhof Schwarzenmoor/Falkendiek der ev.-luth. Marienkirchengemeinde Stiftberg liegt an der Mindener Straße, allerdings auf dem Gebiet des Stadtteils Schwarzenmoor.

## Landschaftskunstprojekt
Seit 2008 gibt es auf dem Homberg das Landschaftskunstprojekt AHorn-Texte am Wegesrand. Es wurde von der Falkendieker Bildhauerin Anke Stratmann-Horn geschaffen und weist Sinnsprüche mit friedens- oder umweltpolitischem Bezug zum Nachdenken auf, die in Baumstämme geschnitzt wurden.

## Belege
1. ↑  Stadt Herford: Zahlen, Daten, Fakten
2. ↑  Martin Bünermann: Die Gemeinden des ersten Neugliederungsprogramms in Nordrhein-Westfalen. Deutscher Gemeindeverlag, Köln 1970, DNB 456219528, S. 74.
3. ↑  Neue Westfälische vom 2. Juni 2016, Stefan Boes: Homberghof: Zwischen Neubau und Verfall
4. ↑  Gemeinde Jesu Christie (Memento vom 19. Juni 2018 im Internet Archive)
5. ↑  Freikirche: Polizei löst Gottesdienst in Herford auf. 3. Januar 2021, abgerufen am 4. Januar 2021.
6. ↑  Vereinsheim Turnklub Herford
7. ↑  Sportgemeinschaft Falkendiek
8. ↑  Kirchenkreis Herford: Abschied von der Trinitatiskirche (Memento vom 8. Januar 2016 im Internet Archive)